# Intelligence morale
 (13 août 2025).
Motif : Cf. Page de discussion, périmètre d'usage et actualité du concept à vérifier
L'intelligence morale est la capacité à distinguer le bien du mal et à se comporter en fonction de ce qu'on croit juste (similaire à la notion de compétence morale). L'intelligence morale est développée pour la première fois en tant que concept en 2005 par Doug Lennick et Fred Kiel. Une grande partie de la recherche sur l'intelligence morale s'accorde à dire que cette caractéristique est basée sur la capacité, plutôt que sur les traits. Par conséquent, l'intelligence morale est vue comme une compétence qui peut être développée avec de la pratique. Beheshtifar, Esmaeli et Moghadam 2011 affirment que l'intelligence morale est l'« intelligence centrale » pour tous les humains. Elle est considérée comme une forme distincte d'intelligence, indépendante de l'intelligence émotionnelle et de l'intelligence cognitive.

## Variétés
Deux formes d'intelligence morale sont récurrentes.
Doug Lennick et Fred Kiel, auteurs de Moral Intelligence et originaires du terme, identifient quatre compétences de l'intelligence morale : intégrité, responsabilité, pardon et compassion.
| Compétences de Lennick & Kiel | Description |
| ----------------------------- | --- |
| Intégrité                     | Créer une harmonie entre ce que nous croyons et comment nous agissons, faire ce que nous savons être juste, toujours dire la vérité |
| Responsabilité                | Assumer la responsabilité personnelle, admettre ses erreurs et ses échecs, embrasser la responsabilité de servir les autres         |
| Pardon                        | Lâcher prise sur ses propres erreurs, lâcher prise sur les erreurs des autres                                                       |
| Compassion                    | Se soucier activement des autres |

## Leadership
L'intelligence morale est supposée être une caractéristique importante pour les leaders. Beheshtifar, Esmaeli et Moghadam 2011 étudient les effets de l'intelligence morale sur le leadership et identifient que l'intelligence morale affecte la performance globale d'une organisation car les leaders moralement intelligents sont plus engagés, apprennent continuellement des autres autour d'eux, sont plus humbles et plus disposés à risquer leurs propres intérêts pour le bien supérieur des objectifs moraux.
Beheshtifar et ses collègues affirment que l'intelligence morale offre un « grand potentiel pour améliorer notre compréhension de l'apprentissage et du comportement », en particulier dans les rôles de leadership. Selon leurs recherches, l'intelligence morale est la force motrice de nos autres formes d'intelligences. Rahimi (2011) affirme que les humains naissent avec un instinct moral naturel et que les décisions morales sont prises rapidement et inconsciemment. Beheshtifar et ses collègues croient que dans cet instinct moral se trouve « une connaissance morale inaccessible ».
Beheshtifar, Esmaeli et Moghadam 2011 rapportent qu'il existe une quantité significative de recherches soutenant que l'efficacité du leadership est positivement corrélée avec l'intelligence. Cela signifie que les personnes plus intelligentes sont susceptibles d'être de bons leaders. Cependant, les chercheurs suggèrent que les personnes plus intelligentes ne sont pas toujours les leaders les meilleurs ou les plus efficaces. Ils vont même jusqu'à affirmer que d'autres études ont trouvé que « être beaucoup plus intelligent que ses subordonnés peut en réalité entraver un leadership efficace » en raison du niveau de communication entre les leaders et les suiveurs.
Bien que l'intelligence morale soit souvent très associée au monde des affaires, Beheshtifar et ses collègues conviennent que cette forme d'intelligence ne réside pas uniquement dans le domaine de la psychologie des affaires.

## Éducation
L'éducation est dite être une « entreprise morale ». L'Association de supervision et de développement du curriculum (ASCD) déclare lors d'un panel sur l'éducation morale que les écoles doivent définir et enseigner les valeurs morales universelles dans le cadre du programme scolaire.
Rodney H. Clarken de la Northern Michigan University School of Education soutient que l'intelligence morale doit être enseignée aux enfants en la décomposant en trois domaines : cognitif, affectif et conatif. Le domaine cognitif est utilisé pour comprendre et développer un sens de l'intelligence morale en enseignant aux enfants la différence entre le bien et le mal, l'application pratique des vertus et l'exercice de la résolution de problèmes moraux. Le domaine affectif est une approche pour développer l'intelligence morale à travers le sens de quand une situation est un dilemme moral, savoir comment répondre correctement à un problème et apprendre à développer un ensemble de valeurs. Enfin, le domaine conatif comprend la définition d'objectifs, la prise d'action et la persévérance.